# Puerto Bertrand
Puerto Bertrand är en ort i Chile.   Den ligger i provinsen Provincia General Carrera och regionen Región de Aisén, i den södra delen av landet, 1 500 km söder om huvudstaden Santiago de Chile. Puerto Bertrand ligger 239 meter över havet och antalet invånare är 300. Den ligger vid sjöarna  Lago Plomo och Lago Bertrand. Puerto Bertrand kan nås via riksvägen Carretera Austral.
Terrängen runt Puerto Bertrand är bergig västerut, men österut är den kuperad. Puerto Bertrand ligger nere i en dal. Trakten runt Puerto Bertrand är nära nog obefolkad, med mindre än två invånare per kvadratkilometer.. Det finns inga andra samhällen i närheten.
I omgivningarna runt Puerto Bertrand växer i huvudsak blandskog.